# Andautonija
Andautonija je bilo starorimsko naselje i municipij u blizini rijeke Save na mjestu današnjega sela Šćitarjevo u Hrvatskoj, južno od Zagreba i u blizini Velike Gorice. Tu rimsku naseobinu osnovali su Rimljani u 1. stoljeću poslije Krista na tadašnjem toku rijeke Save, te je do kraja 4. stoljeća bila glavno upravno, političko i kulturno središte tog dijela Panonije.
Andautonija je strateški izgrađena na trasi rimske ceste Siscia – Petovio (Sisak – Ptuj). Bila je municipij u obliku nepravilna šesterokuta s visokim pravnim statusom, a tijekom 400 godina i administrativno-upravni, kulturni te vjerski centar zagrebačkog dijela Posavine. Postajao je termalni kompleks s vodovodom, kanalizacijom i sustavom za zagrijavanje prostorija. Tijekom iskapanja, koja se provode od 1981. godine, nađeni su tanjuri, vrčevi, oruđe, posuđe, novac careva iz razdoblja od Tita do Valensa te tragovi ceste i nekropola. Izgradnjom Andautonije počinje urbanizacija tog dijela Panonije koja traje do kraja 4. stoljeća. Nakon Andautonije i njenog urbanizacijskog procesa, nema značajnije urbanizacije sve do druge polovice 20. stoljeća.
Arheološki park Andautonija otvoren je 1994. godine u Šćitarjevu. Arheološko nalazište s ostacima zgrada i ulica otvoreno je za javnost, a pod brigom je Arheološkog muzeja u Zagrebu. 
Za vrijeme popravka župne crkve u Šćitarjevu 1768. godine, pronađen je dio spomenika carici Hereniji Etruscili (vidi sliku), ženi cara Decija, koji je vladao od 249. do 251. godine. Natpis glasi: Herenniae Etruscillae Aug(ustae), matri cast(rorum), conjugi d(omini) n(ostri) Deci(i) p(ii) f(elicis) Aug(usti) r(es) p(ublica) And(autoniensium). 
U organizaciji Arheološkog muzeja grada Zagreba svake se godine održava manifestacija pod nazivom „Dani Andautonije”, a od 2007. godine priređuju se „Susreti u Andautoniji” u organizaciji Udruge Andautonija. Izložbama i raznim događanjima obrađuju se pojedine teme iz života rimskoga grada.

## Vanjske poveznice
- http://www.andautonia.com  Arhivirana inačica izvorne stranice od 1. siječnja 2012. (Wayback Machine)